# Niella Tanaro
Niella Tanaro je italská obec v oblasti Piemont, provincii Cuneo. K 31. prosinci 2010 měla 1 060 obyvatel.
Sousedí s obcemi Briaglia, Castellino Tanaro, Cigliè, Lesegno, Mondovì, Rocca Cigliè, San Michele Mondovì a Vicoforte.

## Vývoj počtu obyvatel
Počet obyvatel